# Ivan Kupec
Ivan Kupec (Ivan Kunoš (1940-ig); Galgóc, 1922. október 21. – Pozsony, 1997. május 15.) szlovák költő, esszéíró és műfordító. A galgóci gimnáziumot róla nevezték el.

## Élete
Egy postahivatalnok és egy tanár családjában született. Iskolába Galgócon, Trencsénben, Malackán, Nyitrán járt. Pozsonyban folytatta a tanulmányait a Comenius Egyetem Bölcsészettudományi Karán, ahol öt szemesztert végzett el a szlovák nyelv és filozófia területén. Eredeti neve Ivan Kunoš volt, de 1941-ben felvette az Ivan Kupec nevet.
1946-tól 1950-ig a szlovák Pravda és a kassai Východoslovenská Pravda újságok újságírójaként dolgozott (két évig a főszerkesztő is volt). Ezután öt évig a Tatran Kiadó főszerkesztője, 1955 és 1970 között a szlovák író kiadó szerkesztője és főszerkesztője. Az úgynevezett „szabványosítás” időszakában nem engedték meg a saját műveinek a publikálását, és több éven keresztül szabadúszóként dolgozott, műfordítói és szerkesztői munkát végzett. 1974-től a Mladé letá gyermek- és ifjúsági irodalom kiadójában dolgozott, nyugdíjazásáig 1984-ig.

## Munkássága
A középiskolás évei alatt készítette az első műveit. Már tizennyolc éves korában a szürrealisták költői csoportjának tagja volt, amely az 1940-es években alapozta meg a szlovák költészet fejlődésének alaphangját. A szürrealisztikus poétikát alkalmazta első, a Podľa hviezd meniť masky című könyvében, amelyet eredetileg Ivan Kunoš néven tett közzé. Jellemzője a tematikus sokféleség, a nyugodt képalkotás, a társulások szabad áramlása. Később eltért a szürreális kreatív módszertől és a világképtől. Versében a második világháború utáni valóságot ábrázolta a szocialista realizmus módszerének erőltetésének nyomására, néhol alkalmazta a társadalmi kapcsolatok egyszerűsített nézetét. Szergej Jeszenyin lírája hatott rá, követte a szlovák és a világirodalom haladó hagyományait.  
A Mahonai (1964) című kötetében a keleti költészet hatása is érződött. A Nesmrteľní (Halhatatlanok, 1963) tanulmánykötetében a világirodalom kiemelkedő költőit mutatta be. Petőfiről szóló írása a szlovák irodalom egyik legszebb arcképe a magyar klasszikusról. Munkáiban különféle témákkal foglalkozott, mint például ijesztő ötletek, szépség, gyengédség, szerelem, menekülés, a nemlétezés rejtélye, a világ elhagyása, a magány, a szerelem vagy szerette elvesztése, az öregség, a halál félelme. A saját alkotásai mellett műfordítással is foglalkozott. 

## Művei

### Verseskötetek
- Podľa hviezd meniť masky (1940) A csillagok szerint cserélni az álarcot
- Nížinami výšinami (1955) Síkságokon és ormokon át
- Mušľa (1961) Kagyló
- Mahonai (1964)
- Vyzliekanie z hnevov (1965) Vessük le a haragot
- Hodina s anjelom (1969) Egy óra az angyallal
- Tieňohra (1988) Árnyékjáték
- Kniha tieňov (1990) Árnyékkönyv
- Básne [1] (1992) Versek

#### Válogatások
- Zatmenie ženy (1966)
- Nové premeny [1] (1982) Új átalakulások

### Esszék
- Nesmrteľní (1963) Halhatatlanok
- Obrana poézie (1963) A költészet védelme
- Denník[1] (1999) Napló

### Magyarul
- Ján Smrek 1953. évi csehszlovák állami díjjal kitüntetett Petőfi-fordítása[3][4]
- 5 vers: rozsdavörös szimbólumok, és utoljára még, magasan repülnek a madarak, este még a napba fogódzva, a naptól megvakulva rohanunk a halálba (Monoszlóy Dezső, Irodalmi Szemle, 1966, 1. szám)
- 1 vers: A hamu kiáltása (Zádor András, Kortárs, 1970, 11. szám)

## Fordítás
- Ez a szócikk részben vagy egészben  az   Ivan Kupec című szlovák Wikipédia-szócikk ezen változatának fordításán alapul.  Az eredeti cikk szerkesztőit annak laptörténete sorolja fel. Ez a jelzés csupán a megfogalmazás eredetét és a szerzői jogokat jelzi, nem szolgál a cikkben szereplő információk forrásmegjelöléseként.